# إدوين ك. سميث
إدوين ك. سميث هو سياسي كندي، ولد في 1852، وتوفي في 16 مايو 1924.